# ゼナ (豚)
ゼナ（Xena、2000年7月2日 - 2010年3月18日）は、世界では2番目の事例、日本では初の事例となるブタの体細胞クローンである雌、品種は梅山豚。

## 経緯
2000年3月にイギリスのロスリン研究所で、ブタの体細胞クローンとしては世界初となるクローン豚が誕生する。同年7月2日に日本の農業生物資源研究所で世界では2例目となるクローン豚が誕生した。このブタは異種移植用の研究の一環として産み出されており、「異種移植(Xenotransplantation)」から取ってゼナ(Xena)と名付けられた。
ゼナの飼育には、農業生物資源研究所に加えて、プライムテック、農業・食品産業技術総合研究機構畜産草地研究所が協力を行った。ゼナは順調に成長し、4か月齢で性成熟すると、人工授精によって14頭の子豚を出産して、体細胞クローンで誕生した動物が正常な繁殖能力を獲得したことを証明する事例となった。
2010年3月18日、老衰による衰弱のため、立ち上がれなくなったゼナは安楽死させられた。解剖の結果、疾患を示す病変は発見されなかった。

## 影響
上述のように体細胞クローンが正常な繁殖能力を獲得したことを証明する事例となっている。
世界初となる体細胞クローン事例のドリー (羊)は通常の羊よりも短いと推測される6年7か月で死亡したため、「体細胞クローン動物は短命ではないか?」との議論があった。約10年を生きたゼナは、短命であることへの反例となった。
ゼナによる体細胞クローン豚の作出技術の確立は、遺伝子組換え技術と組み合わせることで、世界で初めて非ウイルスベクターによる緑色蛍光タンパク質を発現するブタの開発（2003年）や、医療研究用のモデル豚として臓器移植モデル、再生医療モデル、疾患モデルとして、10種類以上の遺伝子組換えブタの作出に成功につながっている。

## 論文
- Onishi A; Iwamoto M; Akita T; Mikawa S; Takeda K; Awata T; Hanada H; A. C. F. Perry (2000). “Pig cloning by microinjection of fetal fibroblast nuclei.”. サイエンス 289. doi:10.1126/science.289.5482.1188. NAID 80012004843.